# Nationaal park Brook Islands
Het nationaal park Brook Islands (Engels: Brook Islands National Park) is een nationaal park in de regio Cassowary Coast Region van de Australische deelstaat Queensland. Het park bevindt zich aan de oostkust van de deelstaat en is 90 hectare groot. Het park bestaat uit drie eilanden die op ongeveer 7 kilometer ten noordoosten van Cape Richards op Hinchinbrook-eiland liggen. De eilanden liggen op 30 kilometer ten oosten van de dichtsbijzijnde plaats op het vasteland, Cardwell. Het vierde, zuidelijkste, eiland van de eilandengroep is geen onderdeel van het nationale park, maar is wel beschermd door de  Great Barrier Reef Marine Park Authority. Toegang tot de eilanden van het nationale park is verboden om de broedvogels te beschermen, voornamelijk de Australische muskaatduif. Het park wordt beheerd door de Queensland Parks and Wildlife Service.

## Fauna
Tijdens de zomer broeden er tot 60.000 muskaatduiven op de eilanden, wat een spektakel voor de toeschouwers oplevert als ze elke avond terugkeren naar hun nesten nadat ze op het vasteland en Hinchinbrook-eiland naar regenwoudvruchten hebben gezocht. Na regelmatige illegale jacht op de vogels gedurende het begin en midden van de twintigste eeuw, werd de populatie op de eilanden onderwerp van een lang beschermings- en monitoringsprogramma door natuurbeschermingsactivisten Margaret en Arthur Thorsborne.  
Op de eilanden zijn er ook broedkolonies van brilstern, zwartnekstern, dwergstern, Bengaalse stern en Dougalls stern. Op de stranden van North Brook Island broeden rifgrielen.
De eilanden zijn door BirdLife International aangeduid als een Important Bird Area vanwege het mondiale belang van deze eilanden voor de Australische muskaatduif en de Bengaalse stern.

## Flora
De planten van de Brook Islands zijn slechts gedeeltelijk bekend. De overheersende vegetatie van North Brook Island is een weelderig, goed ontwikkeld regenwoud met veel klimplanten, waar waarschijnlijk enkele zeldzame en interessante soorten voorkomen. Mensen, wilde dieren, onkruid en branden hebben op de eilanden minder gevolgen gehad dan op het vasteland. Dit heeft ervoor gezorgd dat de eilanden belangrijke representatieve voorbeelden van eilandecosystemen zijn gebleven.
De bossen van North Brook Island bevatten een aantal zeer dichtbegroeide stukken van de zeldzame palm Arenga australasica, die in tegenstelling tot op het vasteland hier overvloedig aanwezig is. Op rotsen lang de kust zijn orchideeën, Dendrobium discolor te vinden. Er is niet veel bekend over de bossen met klimplanten, maar ze lijken al lange tijd niet meer aan brand te zijn blootgesteld en zullen bij volledig onderzoek waarschijnlijk botanisch zeer interessant zijn. Veel planten lijken een relatie te hebben met de muskaatduiven, die regelmatig zaden over grote afstanden verspreiden en zo de soortendiversiteit van de eilanden verrijken. Veel voorkomende soorten bomen zijn de Semecarpus australiensis, Palaquium galactoxylon, Myristica insipida en Alstonia scholaris. De vegetatie op de schoorwal van North Brook Island is bijzonder goed ontwikkeld vergeleken met vergelijkbare locaties in de regio.

## Geschiedenis

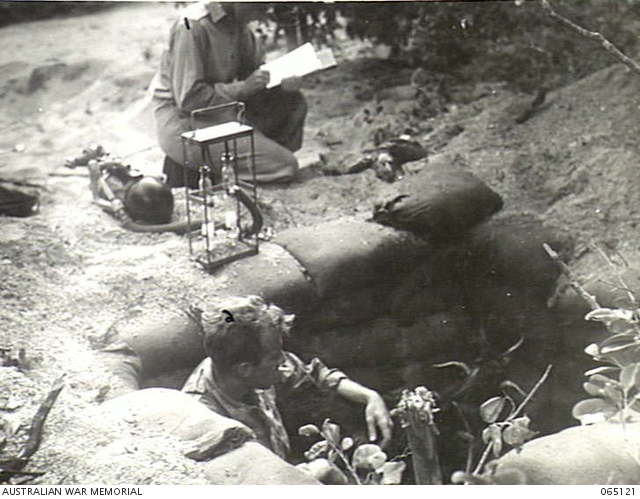
Leden van het Australische Leger bereiden een test met mosterdgas op geiten voor op North Brook Island in maar 1944

Het grootste eiland, North Brook Island, was in 1944 de locatie voor een reeks Britse en Amerikaanse testen voor de militaire toepassingen van mosterdgas. Er zijn geen sporen meer te vinden van deze tests. 
Alton · 
Astrebla Downs · 
Auburn River · 
Barnard Island Group · 
Barron Gorge · 
Bendidee · 
Blackbraes · 
Blackdown Tableland · 
Blackwood · 
Bladensburg · 
Blue Lake · 
Bowling Green Bay · 
Brampton Islands · 
Bribie Island · 
Broad Sound Islands · 
Brook Islands · 
Bulleringa · 
Bunya Mountains · 
Burleigh Head · 
Burrum Coast · 
Byfield · 
Camooweal Caves · 
Cania Gorge · 
Cape Hillsborough · 
Cape Melville · 
Cape Palmerston · 
Cape Upstart · 
Capricorn Coast · 
Capricornia Cays · 
Carnarvon · 
Castle Tower · 
Cedar Bay · 
Chesterton Range · 
Chillagoe-Mungana Caves · 
Claremont Isles · 
Cliff Island · 
Clump Mountain · 
Coalstoun Lakes · 
Conondale · 
Conway · 
Crater Lakes · 
Crows Nest · 
Cudmore · 
Culgoa Floodplain · 
Currawinya · 
Curtis Island · 
D'Aguilar Range · 
Daintree · 
Dalrymple · 
Davies Creek · 
Deepwater · 
Denham Group · 
Diamantina · 
Dipperu · 
Dryander · 
Dularcha · 
Edmund Kennedy · 
Ella Bay · 
Endeavour River · 
Epping Forest · 
Erringibba Inlet · 
Eubenangee Swamp · 
Eudlo Creek · 
Eungella · 
Eurimbula · 
Expedition · 
Fairlies Knob · 
Family Islands · 
Ferntree Creek · 
Fitzroy Island · 
Flinders Group · 
Forbes Islands · 
Forest Den · 
Fort Lytton · 
Forty Mile Scrub · 
Frankland Group · 
Freshwater · 
Girraween · 
Glass House Mountains · 
Gloucester Island · 
Goneaway · 
Goodedulla · 
Goodnight Scrub · 
Goold Island · 
Great Basalt Wall · 
Great Sandy · 
Green Island · 
Grey Peaks · 
Halifax Bay Wetlands · 
Hann Tableland · 
Hasties Swamp · 
Hell Hole Gorge · 
Hinchinbrook Island · 
Holbourne Island · 
Homevale · 
Hope Islands · 
Howick Group · 
Hull River · 
Idalia · 
Iron Range · 
Isla Gorge · 
Japoon · 
Jardine River · 
Junee · 
Kalkajaka · 
Keppel Bay Islands · 
Kondalilla · 
Kroombit Tops · 
Kurrimine Beach · 
Lake Bindegolly · 
Lakefield · 
Lamington · 
Lawn Hill · 
Lindeman Islands · 
Littabella · 
Lizard Island · 
Lochern · 
Lumholtz · 
Magnetic Island · 
Main Range · 
Mapleton Falls · 
Maria Creek · 
Mariala · 
Mazeppa · 
Michaelmas and Upolu Cays · 
Millstream Falls · 
Minerva Hills · 
Mitchell-Alice Rivers · 
Molle Islands · 
Moogerah Peaks · 
Mooloolah River · 
Moorrinya · 
Moresby Range · 
Moreton Island · 
Mount Aberdeen · 
Mount Archer · 
Mount Barney · 
Mount Bauple · 
Mount Chinghee · 
Mount Colosseum · 
Mount Cook · 
Mount Coolum · 
Mount Etna Caves · 
Mount Hypipamee · 
Mount Jim Crow · 
Mount Martin · 
Mount OConnell · 
Mount Ossa · 
Mount Pinbarren · 
Mount Walsh · 
Mount Webb · 
Mowbray · 
Mungkan Kandju · 
Narrien Range · 
Newry Islands · 
Nicoll Scrub · 
Noosa · 
Northumberland Islands · 
Nuga Nuga · 
Orpheus Island · 
Palmerston Rocks · 
Palmgrove · 
Paluma Range · 
Peak Range · 
Percy Isles · 
Pioneer Peaks · 
Pipeclay · 
Piper Islands · 
Poona · 
Porcupine Gorge · 
Possession Island · 
Precipice · 
Quoin Island · 
Ravensbourne · 
Reliance Creek · 
Repulse Islands · 
Restoration Island · 
Round Top Island · 
Rundle Range · 
Russell River · 
Sandbanks · 
Sarabah · 
Saunders Islands · 
Simpson Desert · 
Sir Charles Hardy Group · 
Smith Islands · 
Snake Range · 
South Cumberland Islands · 
Southern Moreton Bay Islands · 
Southwood · 
Springbrook · 
St Helena Island · 
Staaten River · 
Starcke · 
Sundown · 
Sundown Barney · 
Swain Reefs · 
Tamborine · 
Tarong Mountains · 
Taunton · 
The Palms · 
Three Islands Group · 
Thrushton · 
Topaz Road · 
Tregole · 
Triunia · 
Tully Gorge · 
Turtle Group · 
Undara Volcanic · 
Venman Bushland · 
Welford · 
West Hill · 
White Mountains · 
Whitsunday Islands · 
Wild Cattle Island · 
Wondul Range · 
Wooroonooran · 
Yungaburra
Nationale parken in: AUS · NSW · NT · QLD · SA · TAS · VIC · WA